# Bertha Knight Landes
Bertha Knight Landes, née le 19 octobre 1868 à Ware (Massachusetts) et morte le 29 novembre 1943 à Ann Arbor, est une femme politique américaine. Elle est la première femme devenue maire d'une ville importante des États-Unis, Seattle, de 1926 à 1928.

## Biographie
Fille d'un vétéran de l'armée de l'Union qui emmène sa famille à Worcester (Massachusetts) en 1873, elle étudie à l'université de l'Indiana à Bloomington d'où elle sort diplômée en histoire et en politique en 1891.
Après avoir enseigné durant trois ans, elle épouse le géologue Henry Landes. Le couple s'installe à Seattle en 1895 où Bertha s'investit dans des organisations féminines. En 1922, elle est élue au Conseil de la ville dont elle devient présidente après sa réélection deux ans plus tard. Le 9 mars 1926, elle est élue maire de Seattle et entre en fonction le 7 juin suivant. Candidate à un deuxième mandat en 1928, elle est battue par Frank Edwards.
Demeurée à Seattle jusqu'en 1941, elle est notamment présidente nationale de l'organisation féminine internationale Soroptimist.
En mauvaise santé, elle s'installe en Californie. Elle décède chez son fils en 1943 à Ann Arbor.
Une grande salle de réunion de l'hôtel de ville de Seattle porte son nom.